# 兹纳乌里区

兹纳乌里区在南奥塞梯的位置

兹纳乌里区是南奥塞梯西南部的一个区，行政中心为兹纳乌里。该区面积为404平方公里，人口数量约为9,000人。
根据格鲁吉亚行政区划，该区的领土为内卡尔特利大区卡雷利市鎮的一部分。